# Aristide Maillol
Pour les articles homonymes, voir Maillol.
Aristide Maillol, né le 8 décembre 1861 à Banyuls-sur-Mer, où il est mort le 27 septembre 1944, est un peintre, graveur et sculpteur français.
Il commence sa carrière dans la peinture et s'intéresse très tôt aux arts décoratifs : céramique et tapisserie, avant de se consacrer à la sculpture, vers l'âge de quarante ans.
Aristide Maillol fut l'un des sculpteurs les plus célèbres de son temps. Son œuvre, silencieuse, fondée sur des formes pleines, élaborées à partir de l'étude du nu féminin et simplifiées jusqu'à l'épure, représente une véritable révolution artistique, anticipant l'abstraction. Sa création a marqué le tournant entre le XIXe et le XXe siècle, inspiré nombre de grands artistes, dont Henry Moore, Arp ou Laurens et trouvé une résonance chez Picasso, Brancusi et Matisse. L'œuvre de Maillol a suscité les éloges de grands écrivains, tels Octave Mirbeau et André Gide, ou encore les ouvrages d'éminents critiques d'art, tels Waldemar George et John Rewald.

## Biographie
Né Aristide Bonaventure Jean Maillol de Catherine Rougé et de Raphaël Maillol, négociant en draps, et avant-dernier de cinq enfants. Dès son plus jeune âge, sa tante Lucie se charge de son éducation.

### Les années de formation (1861-1890)
Après des études à l'institution Saint-Louis-de-Gonzague, il monte à Paris en 1882, s'inscrit à l'école nationale des beaux-arts, où il suit le cours de dessin de Jean-Léon Gérôme. Mal reçu, il passe dans le cours de dessin de nu d’Adolphe Yvon, où il fait la rencontre d’Achille Laugé, dont il dira qu’il l’a remis dans le droit chemin, puis rencontre Antoine Bourdelle, qui l'aide en 1889 quand il rencontre des difficultés financières. Lorsqu'il découvre les tapisseries de La Dame à la licorne au musée de Cluny, il ouvre un atelier de tissage dans son village natal, y rencontre Clotilde Narcis, dont il aura un fils, Lucien (1896-1972). Clotilde sera sa compagne et son premier modèle en sculpture. Sa peinture est influencée par ses contemporains, il admire Pierre Puvis de Chavannes, rejoint le groupe des Nabis, où il côtoie Bonnard, Vuillard et Maurice Denis, et sa rencontre avec Paul Gauguin, en 1892, est décisive.

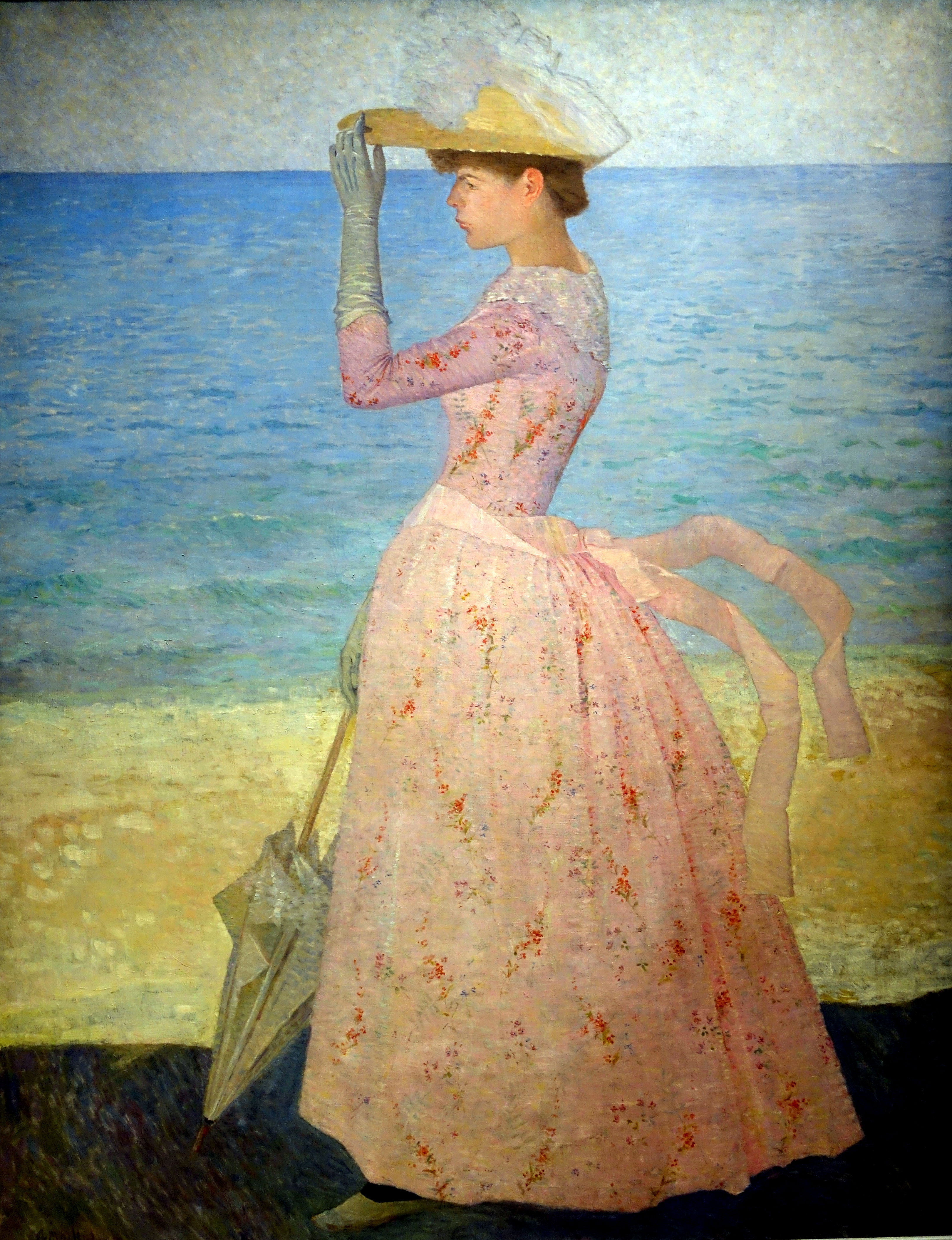
La Femme à l'ombrelle, 1895, huile sur toile, musée d’Orsay.
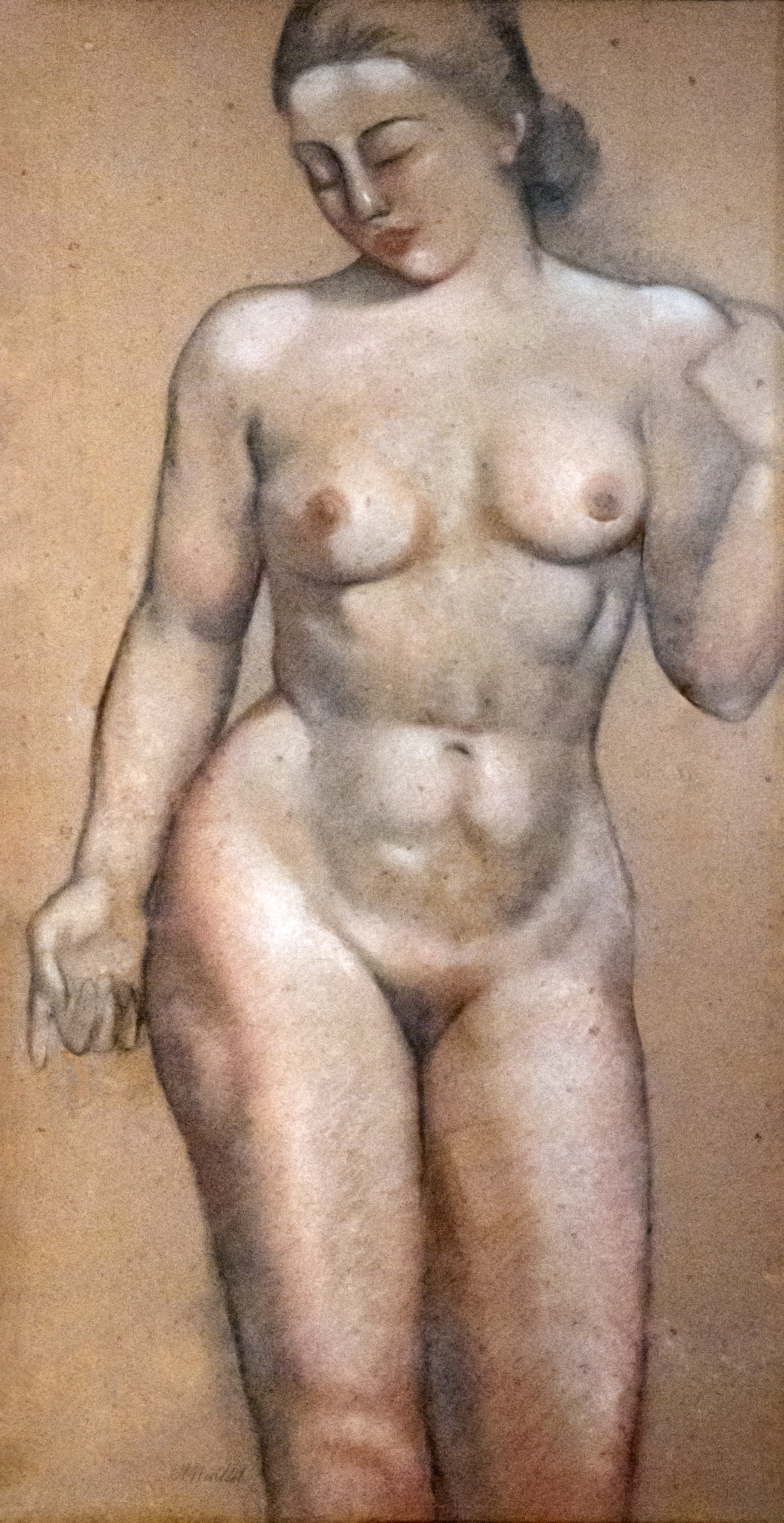
Étude de femme, musée Toulouse-Lautrec, Albi.

### Début de la reconnaissance (1900-1918)
L’année 1900 est un tournant dans l’œuvre de Maillol, qui invente un véritable répertoire de formes, préfigurant son œuvre à venir. Ses premières sculptures en bois, puis ses modelages en terre, Vénus ou baigneuses debout, accroupies, se coiffant, évoquent la statuaire grecque archaïque. La perfection des formes de Léda impressionne Rodin et Mirbeau. Ce dernier en fait l’acquisition en 1902, lors de l’exposition à la galerie Vollard à Paris, qui rencontre un grand succès et rapporte :

« Un soir, chez moi, Auguste Rodin étudiant longuement, tournant et retournant dans sa main une figure de Maillol, me dit : « Maillol est un sculpteur aussi grand que les plus grands… Il y a là, voyez-vous, dans ce petit bronze, de l’exemple pour tout le monde ; aussi bien pour les vieux maîtres, que pour les jeunes débutants… Je suis heureux de l’avoir vu… Si le mot génie, improprement appliqué à tant de gens, aujourd’hui, a encore un sens, c’est bien ici… Oui, Maillol a le génie de la sculpture… Il faut être de mauvaise foi, ou très ignorant, pour ne pas le reconnaître. Et quelle sûreté dans le goût ! Quelle intelligence de la vie, dans le simple !… Ce qu’il y a d’admirable, en Maillol, ce qu’il y a, pourrais-je dire, d’éternel, c’est la pureté, la clarté, la limpidité de son métier et de sa pensée… » Et, remettant à sa place, dévotement, la statuette, il ajouta, avec un sourire qui exprimait toute sa joie de rendre hommage à un talent dont nul, mieux que lui, ne pouvait comprendre la bonne éducation, la perfection technique et sentir l’intense frémissement de vie : « Je suis tranquille sur l’avenir d’un tel homme… »

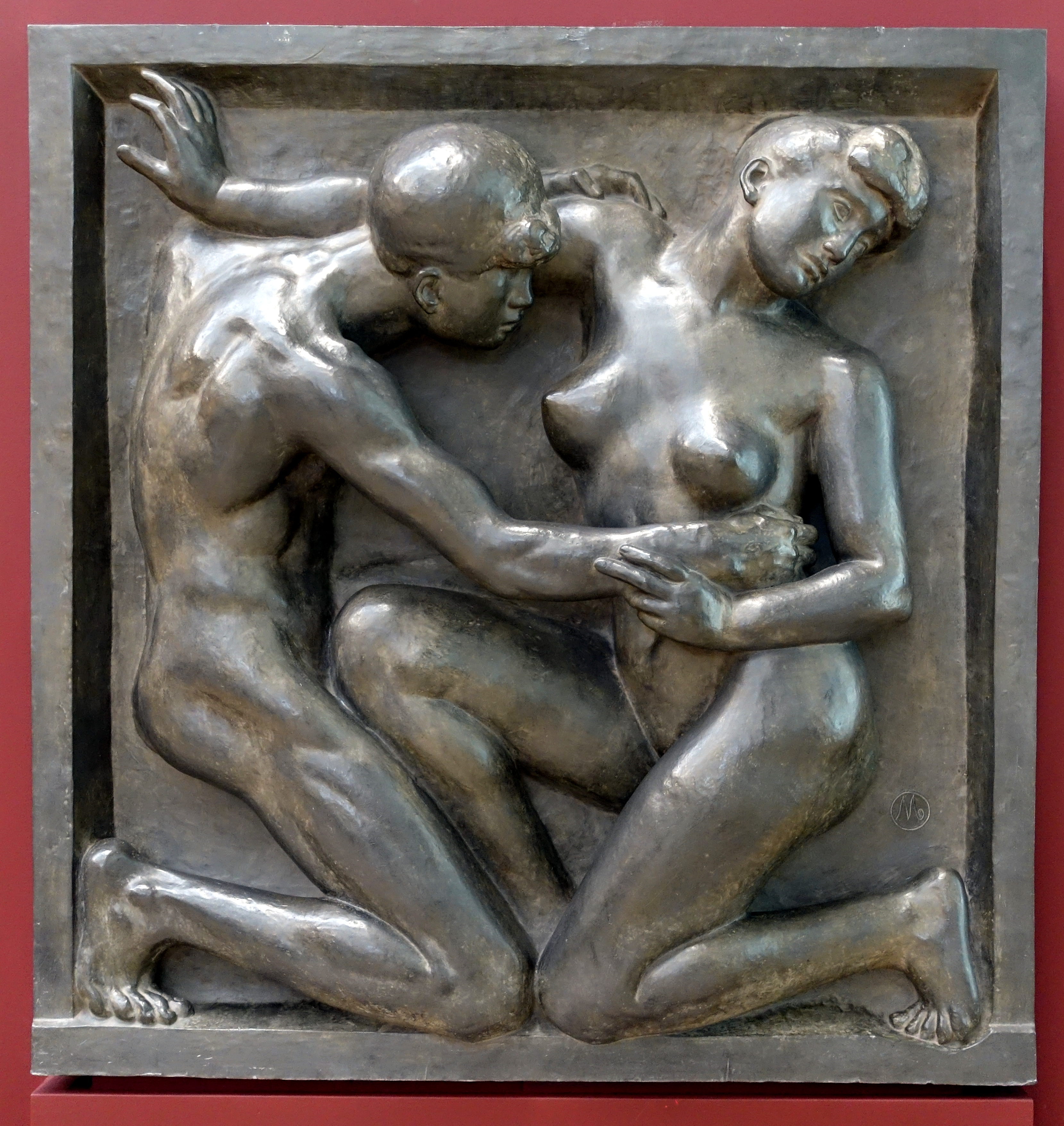
Désir, 1907, haut-relief en plomb, musée d'Orsay, Paris.
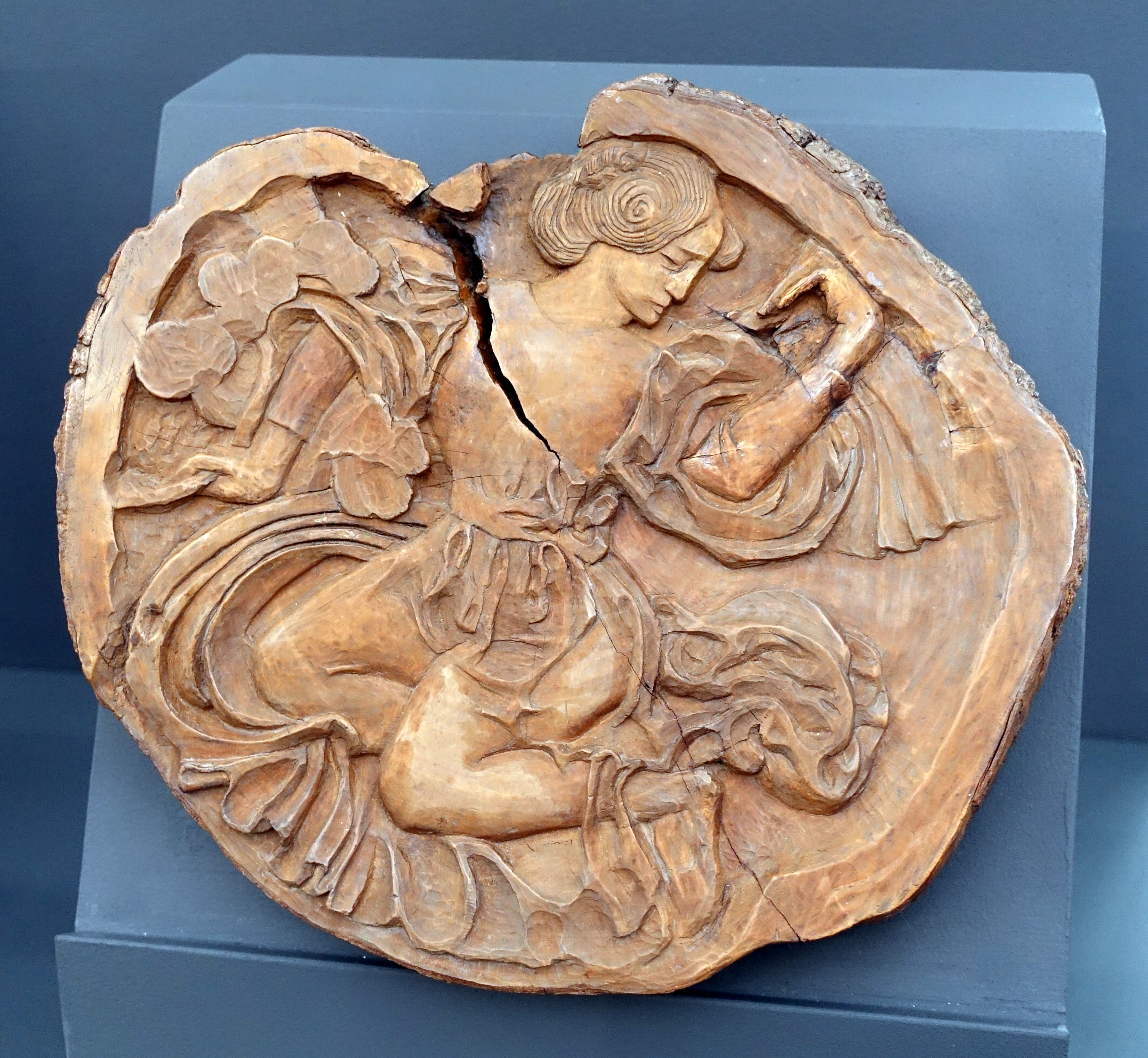
Danseuse, 1896, bas-relief en bois, musée d'Orsay, Paris.
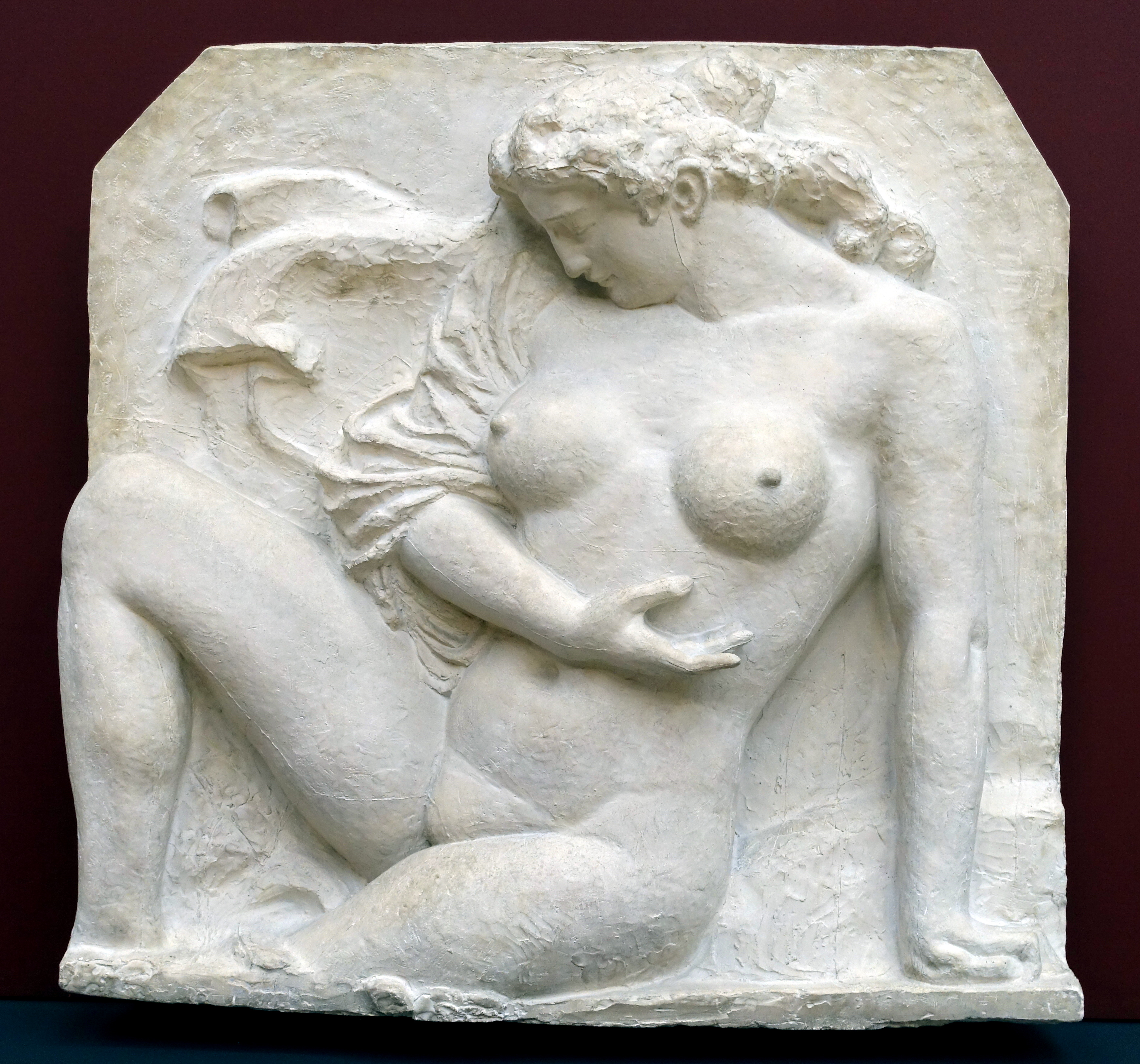
Baigneuse, 1902, relief en plâtre, musée d'Orsay, Paris.
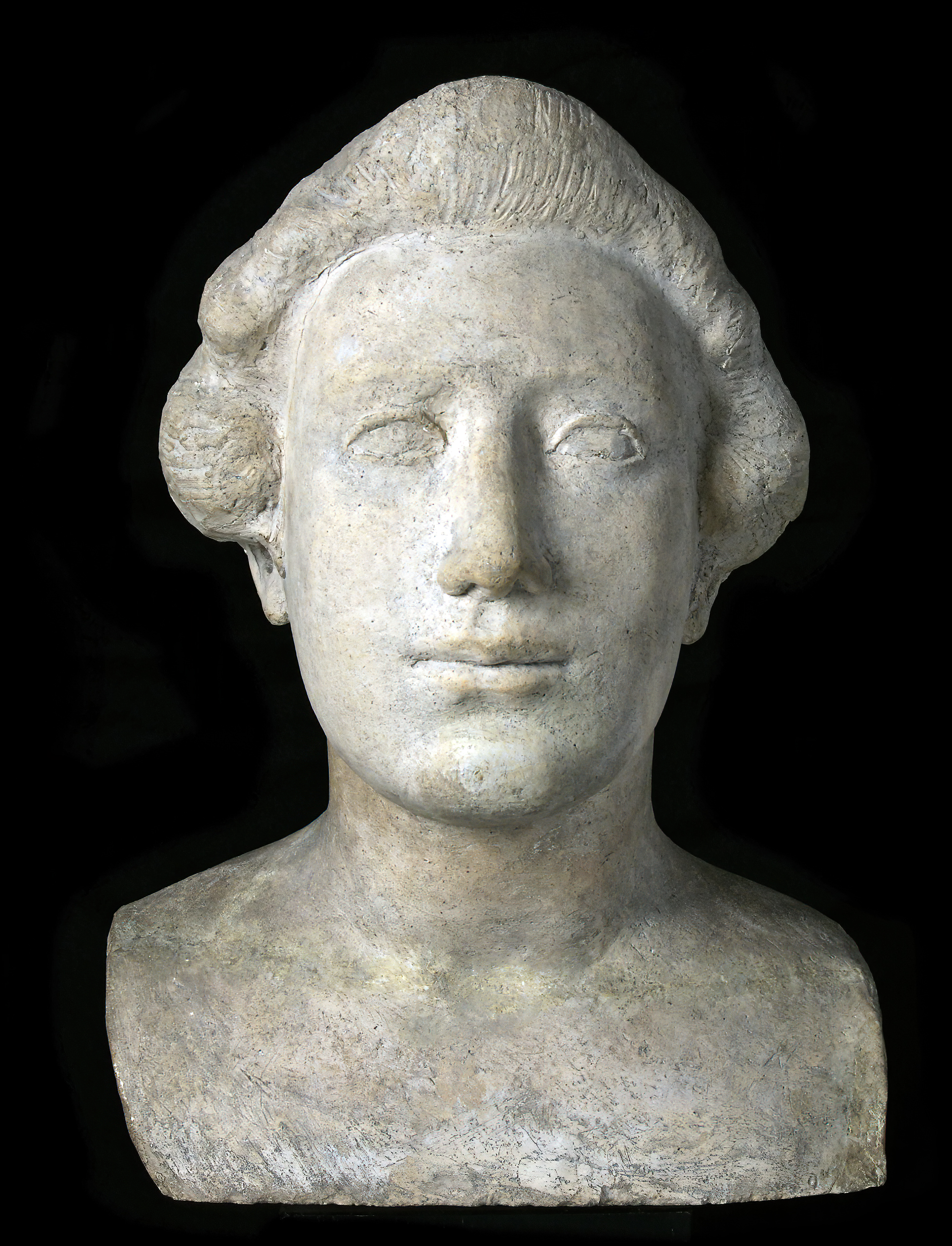
Mme Henry Clemens van de Velde, c. 1899, Mougins, musée d'Art classique de Mougins.

Maillol s’installe en 1903 à Marly-le-Roi rue Thibaut.

En 1905, lorsque Maillol expose le plâtre de La Méditerranée au Salon d’automne, parmi les peintres fauves, dont les tableaux exaltent la couleur pure, c’est un triomphe. La sculpture, monumentale, représente une femme assise, absorbée dans ses pensées, dont le coude appuyé sur son genou et la tête reposant sur sa main ferment une composition géométrique. André Gide la décrit ainsi : 

« Elle est belle, elle ne signifie rien, c’est une œuvre silencieuse. Il faut remonter bien loin en arrière pour trouver une aussi complète négligence de toute préoccupation étrangère à la simple manifestation de la beauté. »

 Cette figure méditative, dont toute expression est absente au profit d’une vision d’ensemble, cette œuvre majeure, lisse, structurée comme une architecture, est emblématique des recherches de Maillol.
L'œuvre n'est plus la traduction d'une pensée littéraire ou mythologique, elle ne vise plus une lecture ou un sens préétabli. Le destin de la sculpture va désormais s'orienter vers la forme pure dégagée de tout souci ou contenu.
Le comte Harry Kessler, collectionneur allemand qui sera son mécène durant toute sa carrière, lui en commande une version en pierre. Maillol, en 1923, pour honorer une commande d’État, en fera une autre en marbre, aujourd’hui au musée d’Orsay.
Dès 1905, Maillol reçoit des commandes privées et publiques, dont le monument à Louis-Auguste Blanqui, homme politique révolutionnaire, emprisonné une grande partie de sa vie. Maillol représente une femme nue, L'Action enchaînée, qui tente en vain de se libérer de ses entraves par un puissant mouvement de rotation du torse. Cette conception inédite du monument public provoque un terrible scandale. De même, pour l’Hommage à Cézanne, commandé en 1912 par Aix-en-Provence, Maillol s’inspire d’un nu féminin, et les commanditaires refusent catégoriquement l’œuvre, que Frantz Jourdain fera rentrer plus tard dans les collections nationales.
Maurice Denis lui présente en 1910 le collectionneur russe Ivan Morozov, qui lui a commandé des panneaux peints pour la décoration de son salon, pour lequel Maillol réalise quatre sculptures grandeur nature : Pomone, Flore, L’Été, Le Printemps.
Après la mort de Rodin en 1917, auquel on l’a souvent opposé en termes de style, Maillol est considéré comme le plus grand sculpteur français vivant.

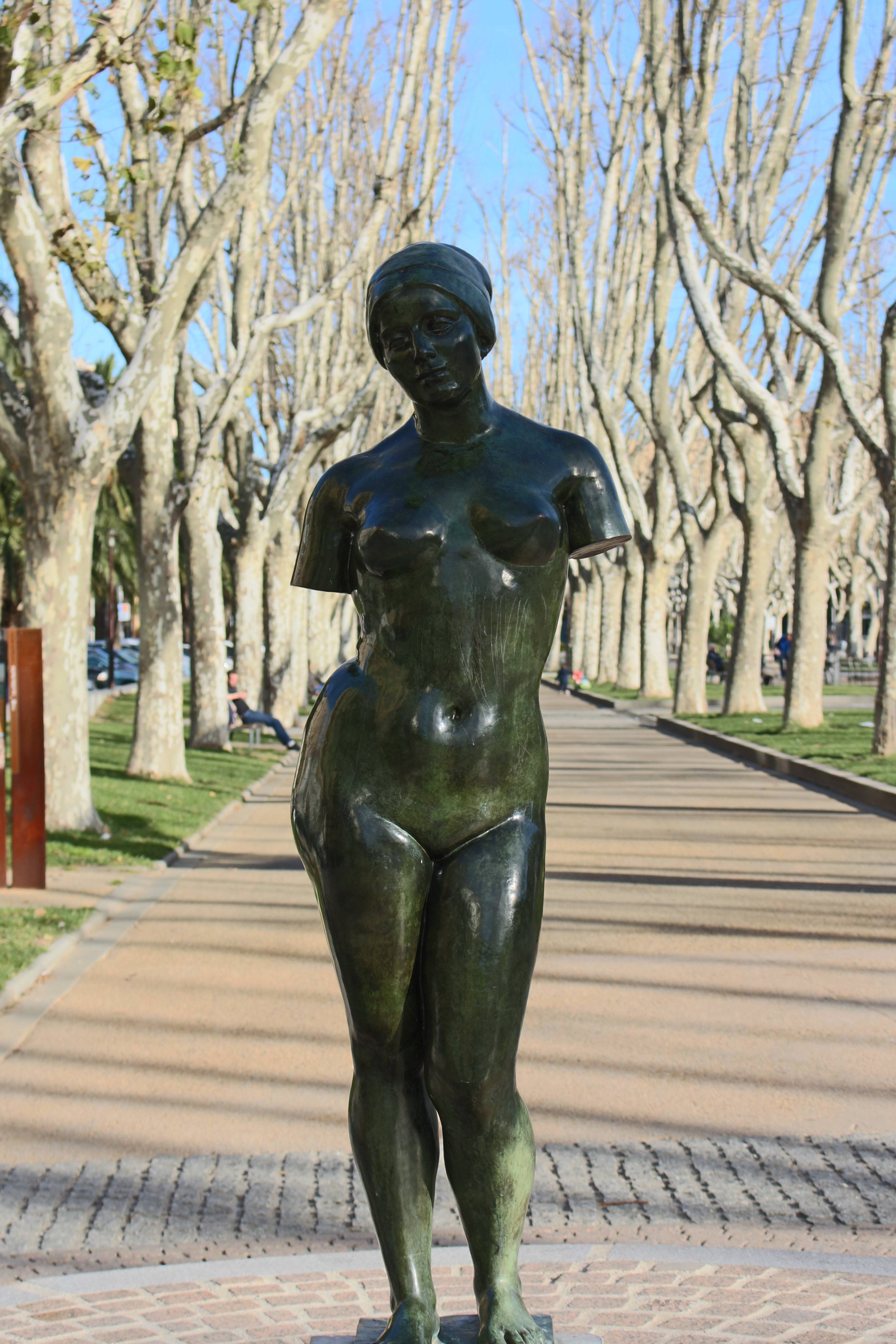
L'Été sans bras, 1911, Perpignan.
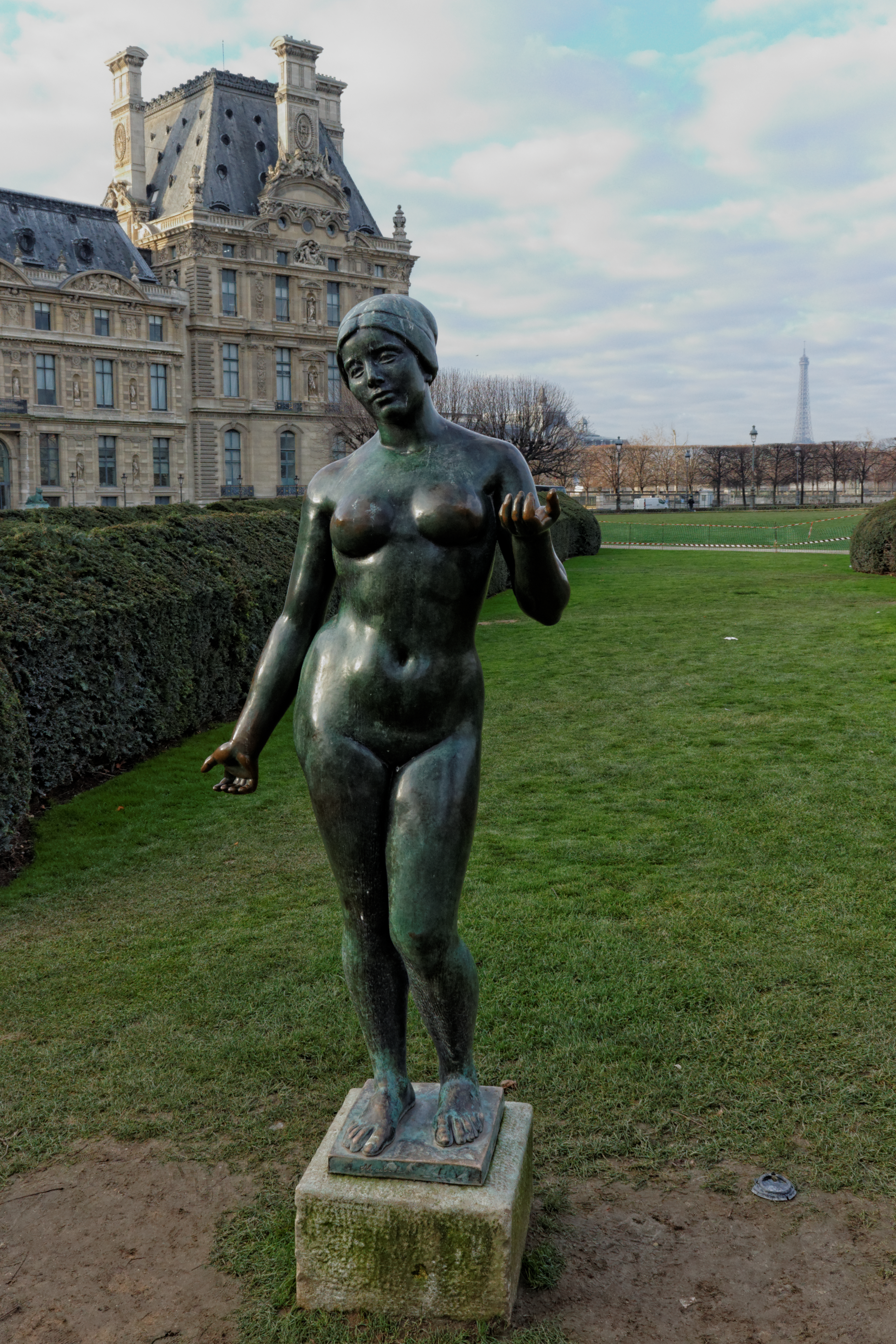
L’Été, 1911, jardin des Tuileries, Paris.
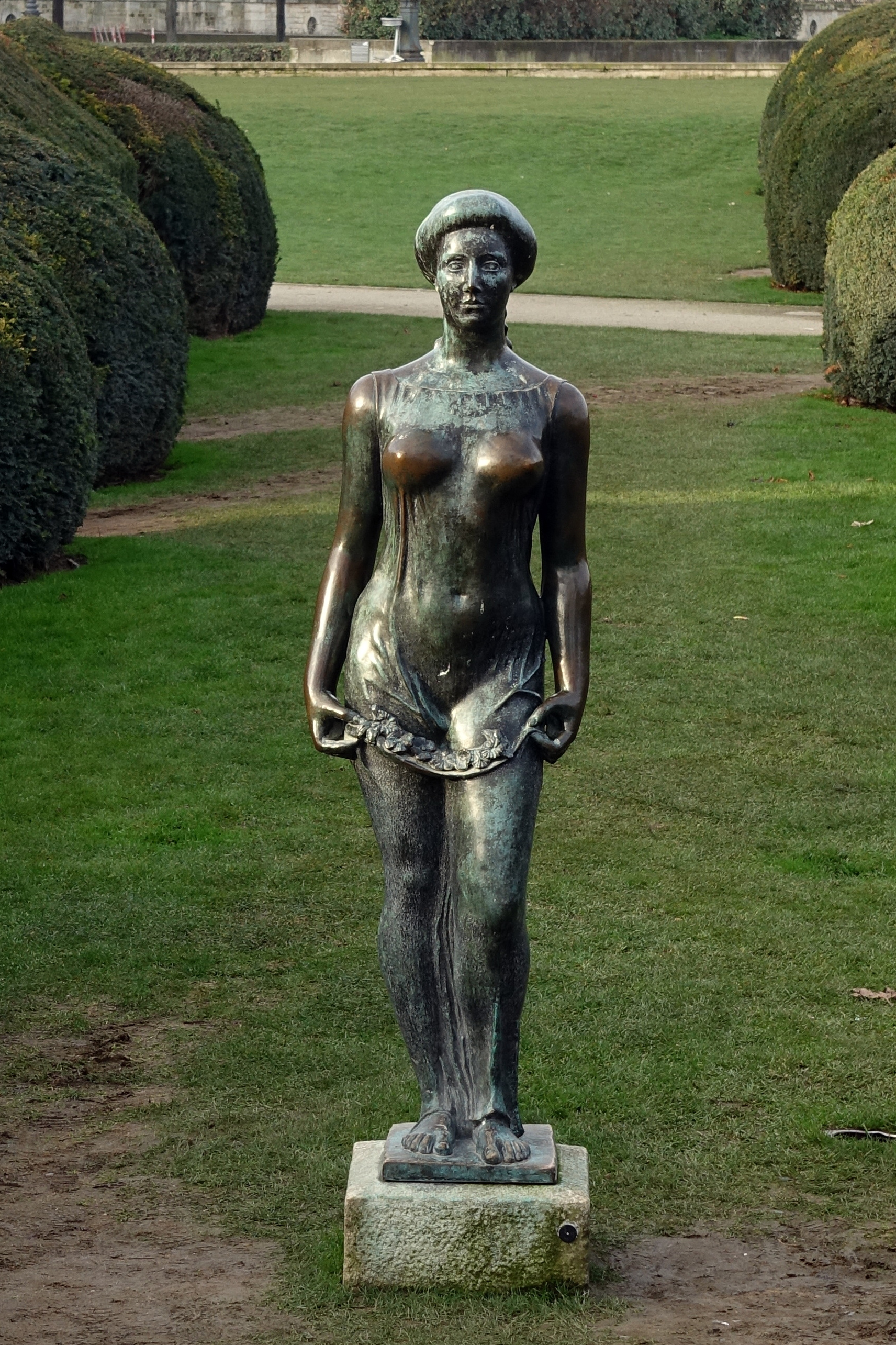
Flore, 1911, jardin des Tuileries, Paris.
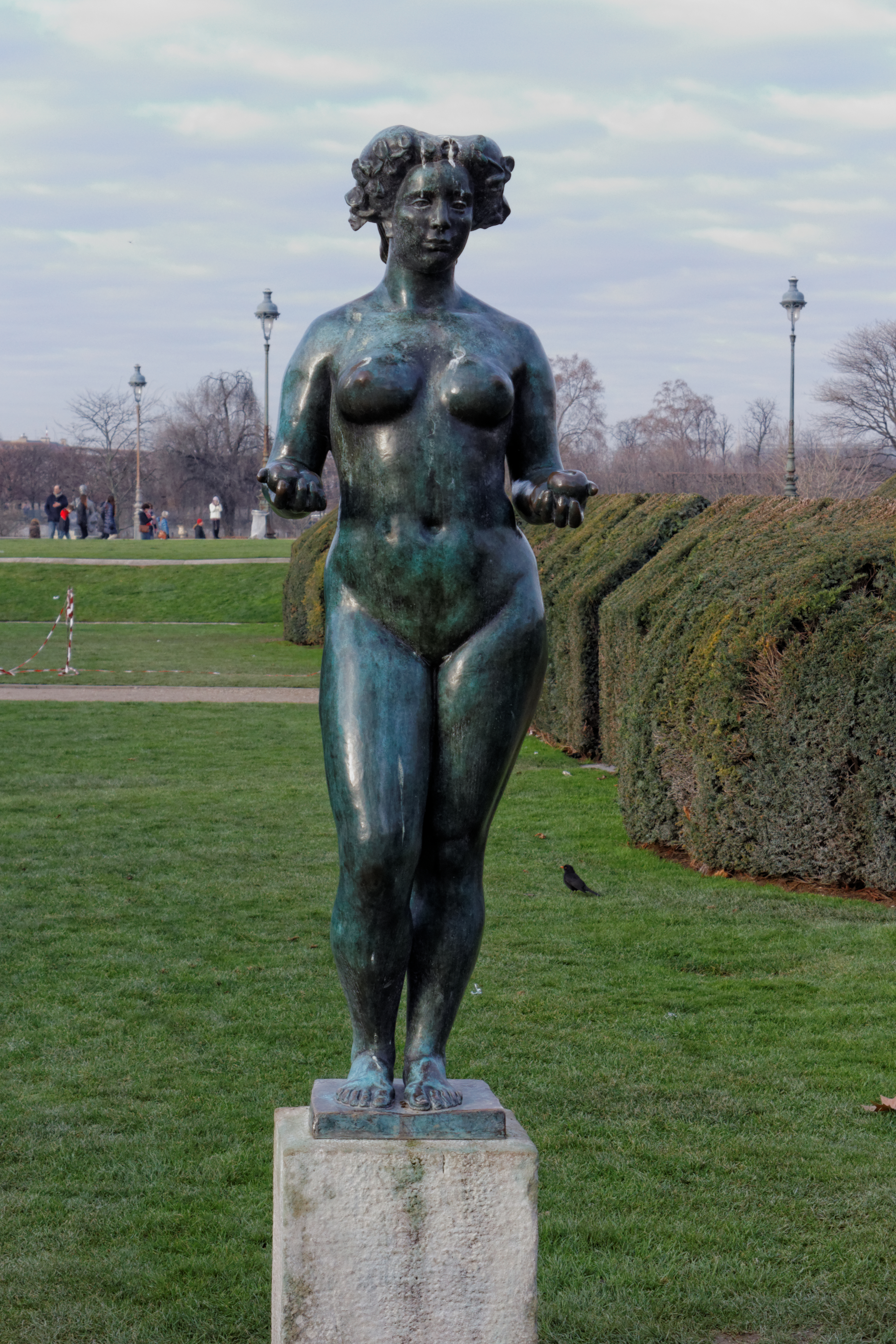
Pomone, 1910, jardin des Tuileries, Paris.
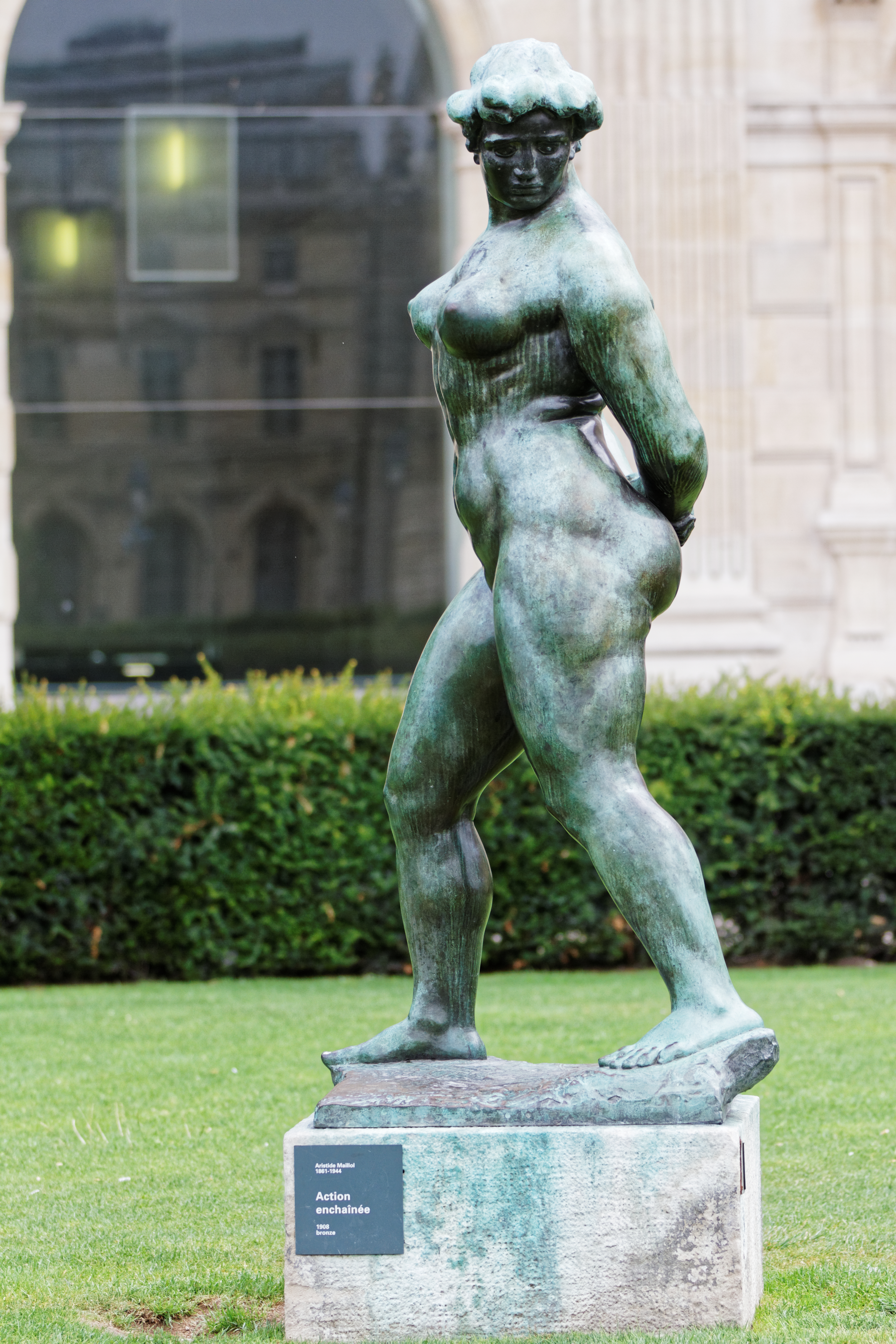
L'Action enchaînée, 1908, jardin des Tuileries, Paris.

### La notoriété (1918-1944)
Dans l’entre-deux-guerres, il réalise quatre monuments aux morts : à Banyuls-sur-Mer, Céret, Elne et Port-Vendres, ainsi qu’un monument funéraire à Bâle.

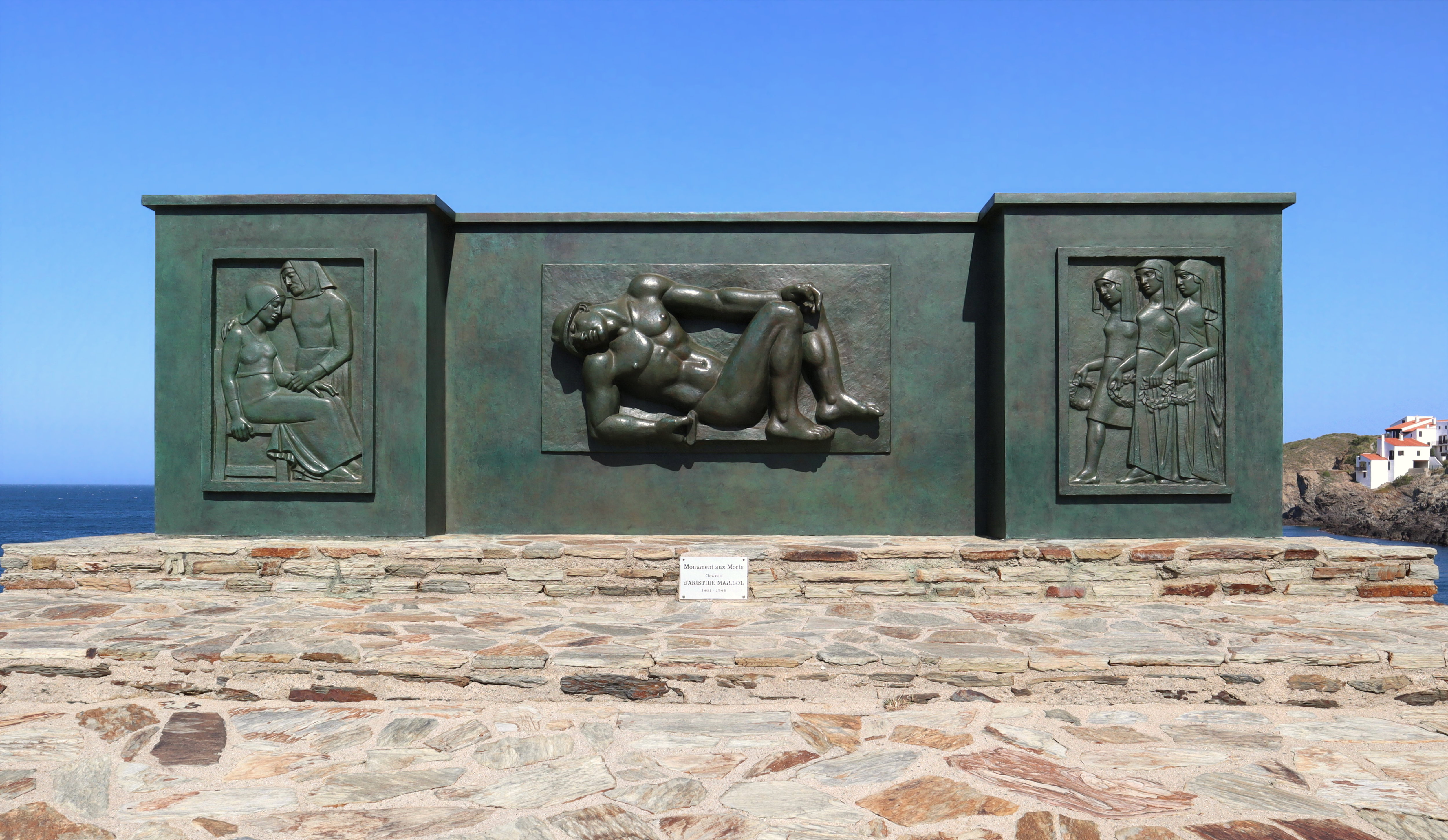
Le monument aux morts de Banyuls-sur-Mer.
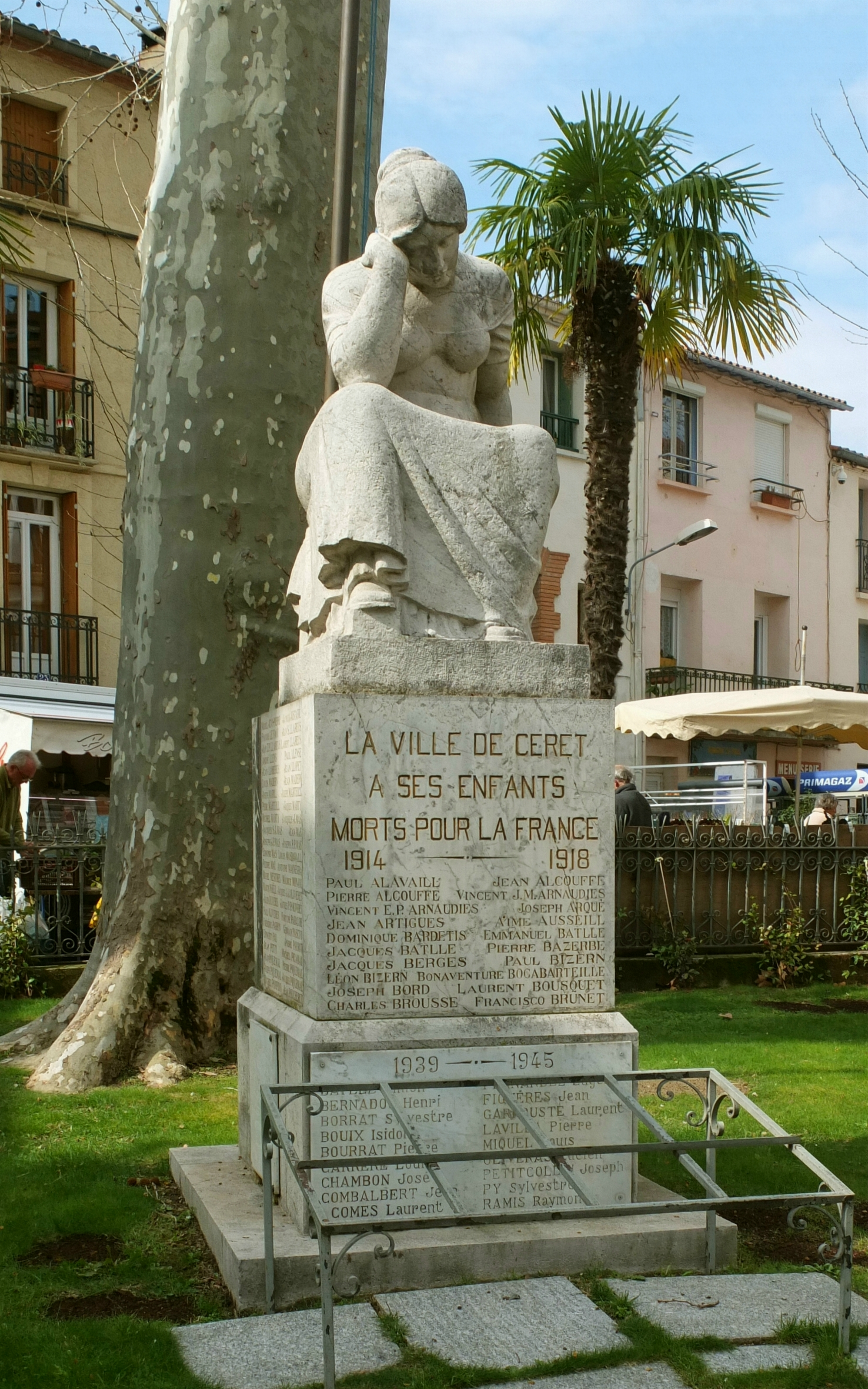
Le monument aux morts de Céret.
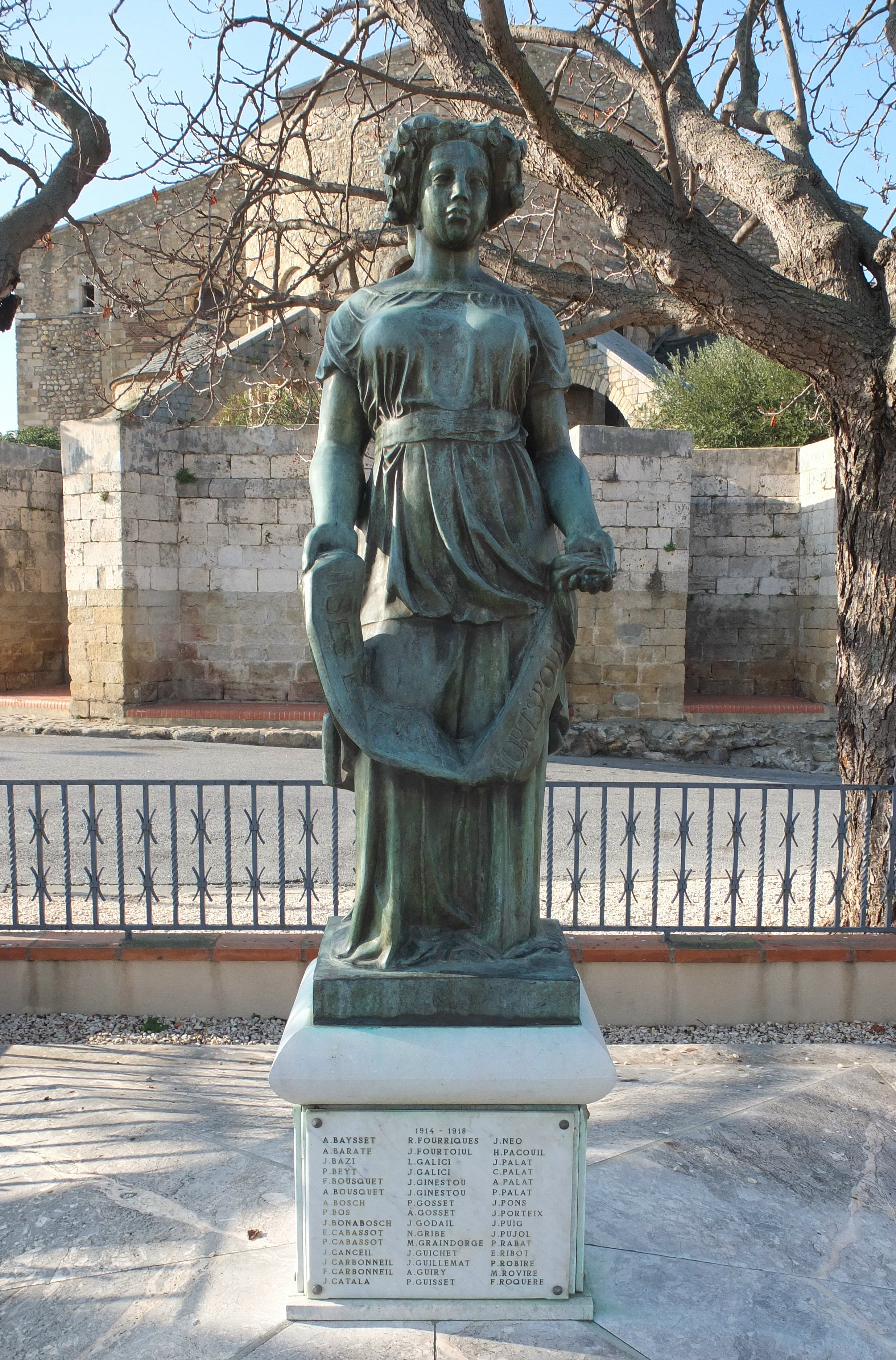
Le monument aux morts d'Elne.
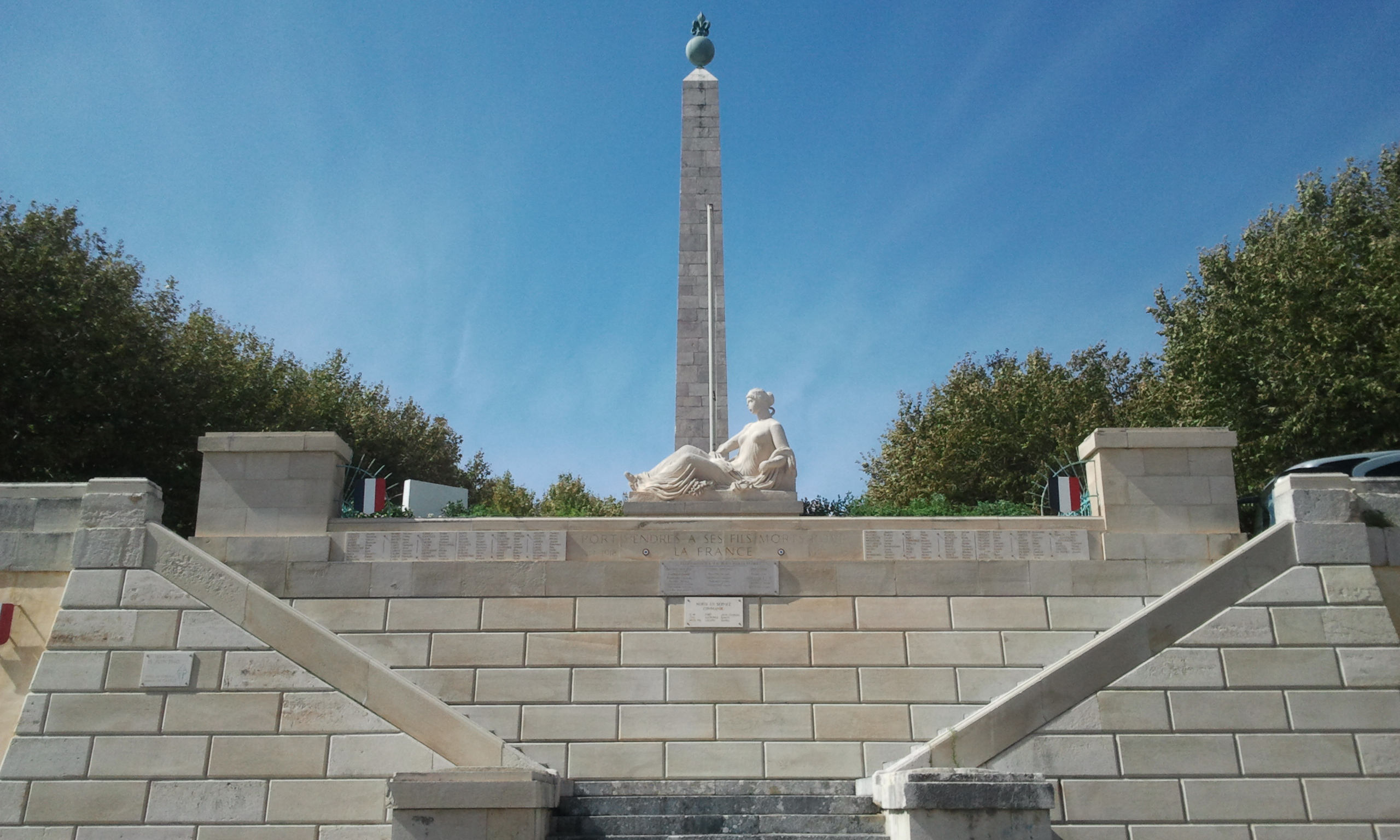
Le monument aux morts de Port-Vendres.

Il exécute des bois gravés pour illustrer des textes antiques : Les Églogues puis Les Géorgiques de Virgile, L'Art d'aimer d’Ovide, Daphnis et Chloé de Longus.
Dans les années 1930 Maillol réalise le Monument à Debussy, aux courbes d’une exquise douceur. Dans cette période où il cherche une inspiration nouvelle, il fait la connaissance, en 1934, de Dina Vierny, jeune fille aux formes épanouies, qui devient son principal modèle pendant dix ans. Juive et résistante, elle a été sauvée de la déportation, grâce à Arno Breker, par l'entremise de Maillol. À la fois muse, interlocutrice et collaboratrice, elle pose pour ses dernières sculptures monumentales : La Montagne, en 1937, qui achève le cycle entamé au début du siècle, L’Air, en 1938, monument à la mémoire des aviateurs de l’Aéropostale, puis La Rivière, corps féminin renversé en arrière, qui s’efforce de résister au courant qui l’entraîne inexorablement. C’est la première représentation en sculpture d’une figure sur le flanc, en équilibre instable, sorte d’allégorie des temps troublés qui s’annoncent avec la Seconde Guerre mondiale, pendant laquelle Maillol se retire à Banyuls-sur-Mer.

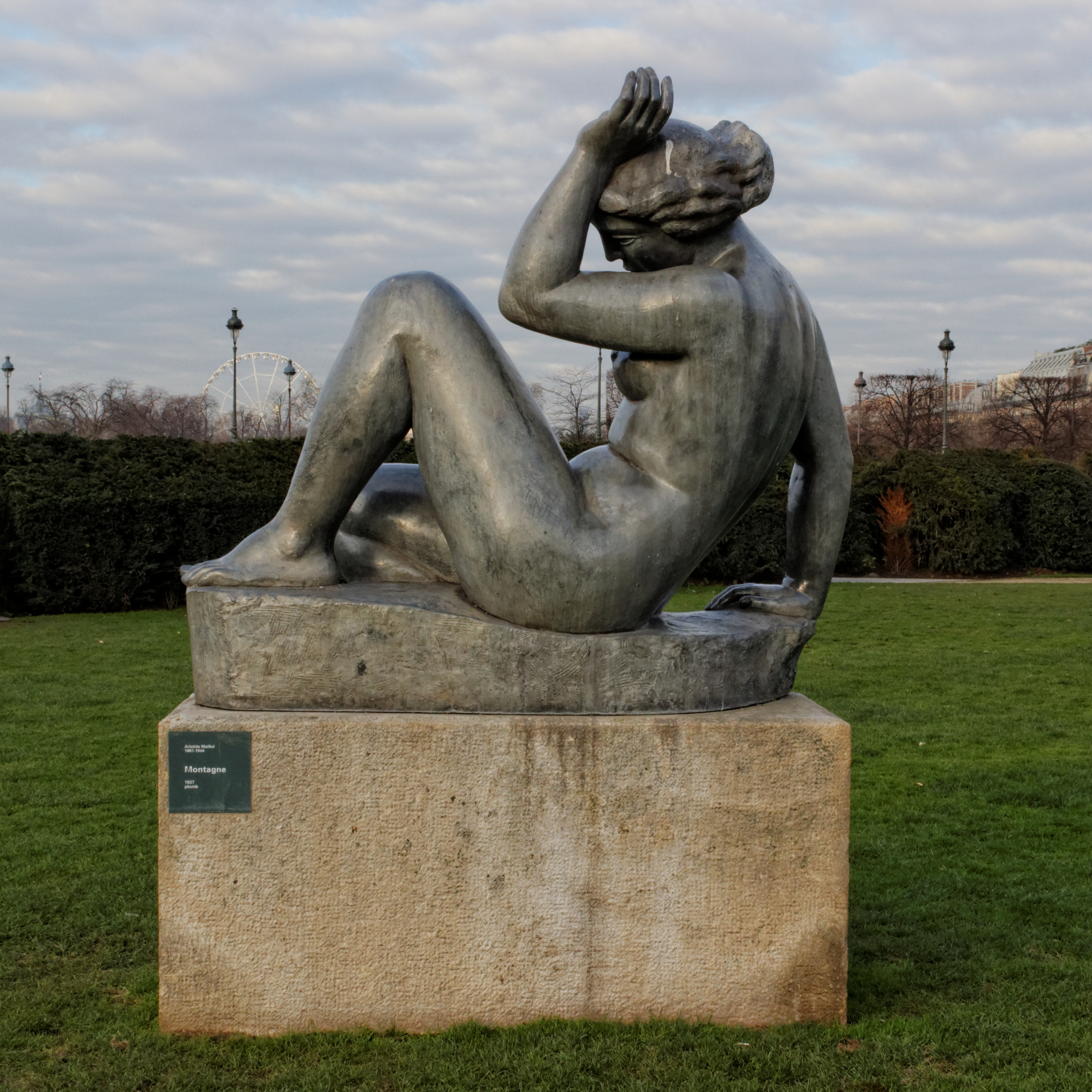
La Montagne, 1937, jardin des Tuileries, Paris.
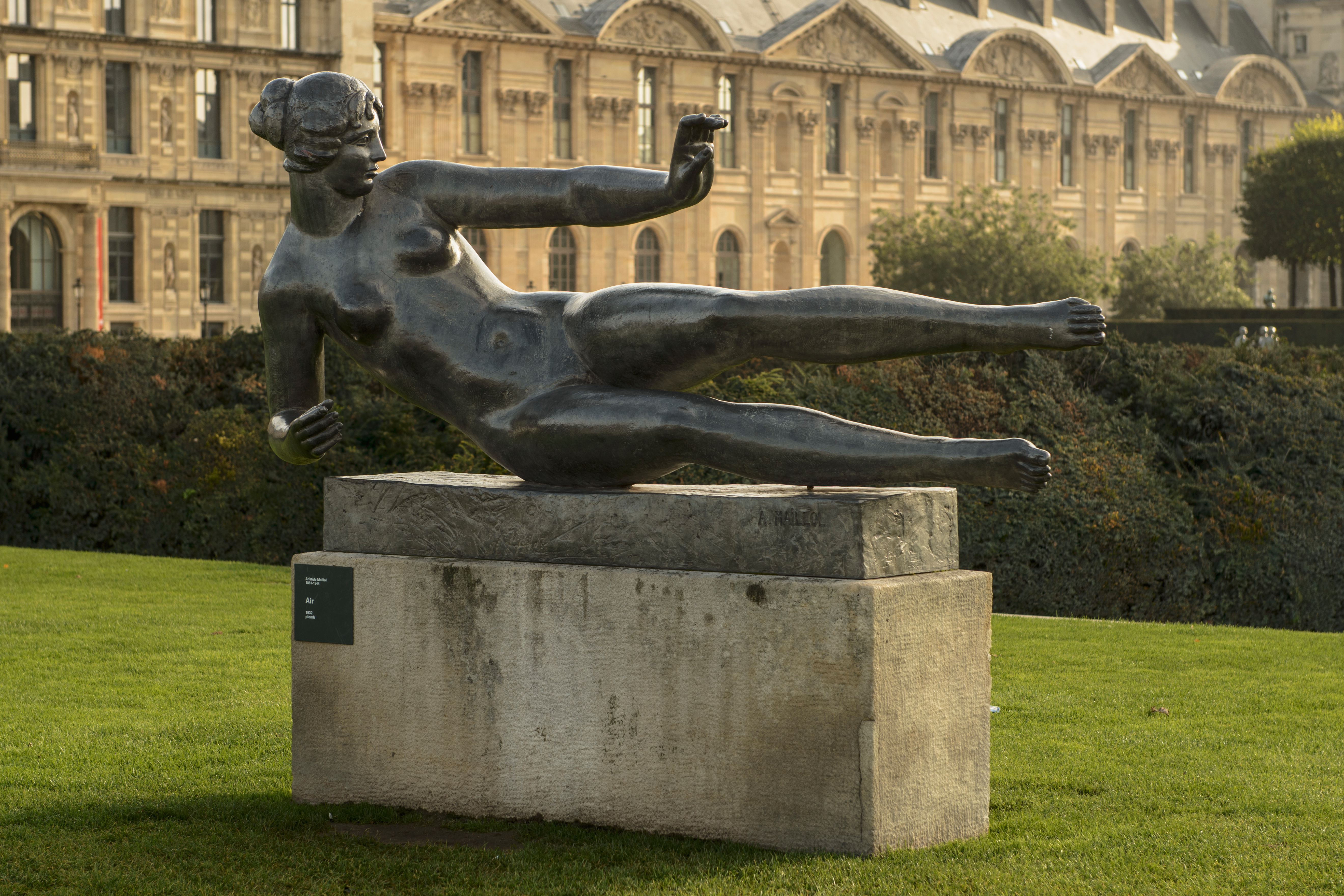
L’Air, 1938, jardin des Tuileries, Paris.
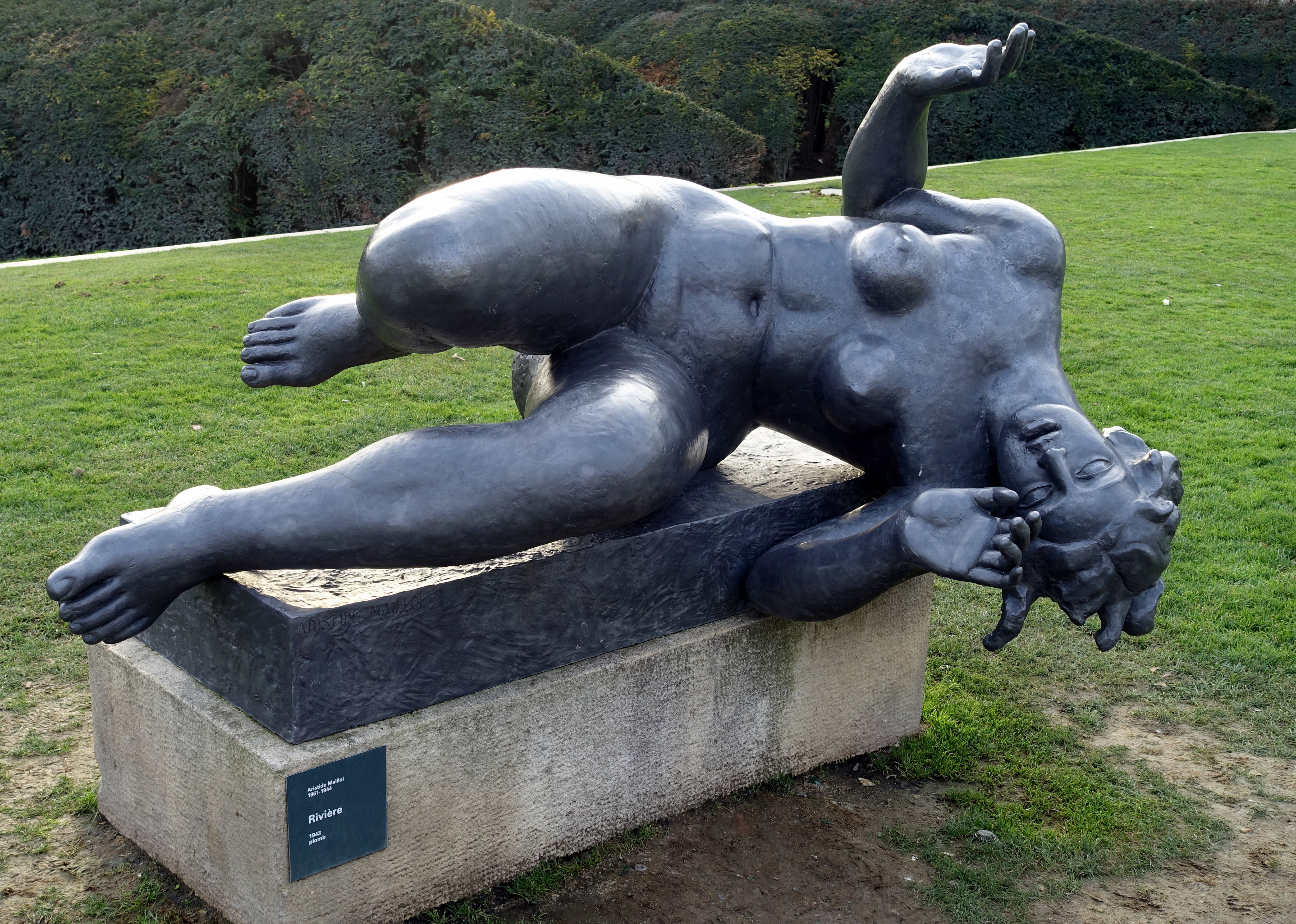
La Rivière, 1938, jardin des Tuileries, Paris.

Après deux rétrospectives en 1933, à New York et à Bâle, Maillol voit la consécration de son œuvre lors de l’exposition universelle de 1937 à Paris par la place qu’occupent ses sculptures dans le tout nouveau Musée national d’art moderne au palais de Tokyo.
Avec Harmonie, sa dernière œuvre commencée en 1940, restée inachevée, il atteint le sommet de son art. La silhouette féminine légèrement déhanchée évoque la sculpture médiévale, elle fait la synthèse de toutes ses recherches formelles mais, contrairement aux œuvres précédentes, c’est également un portrait.
En 1944, sans nouvelles de Dina, qu’il croit même arrêtée, l’artiste meurt des suites d’un accident de voiture, survenu près de Vernet-les-Bains, alors qu’il rendait visite à Raoul Dufy. Il laisse une œuvre considérable que l’on peut admirer à Paris, ailleurs en France ainsi qu'à l’étranger. Dans le jardin du Carrousel à Paris sont exposées les dix-neuf sculptures offertes sous l’égide d’André Malraux, en 1964, par Dina Vierny, qui a créé rue de Grenelle un musée consacré à l’artiste, inauguré en 1995 par François Mitterrand.

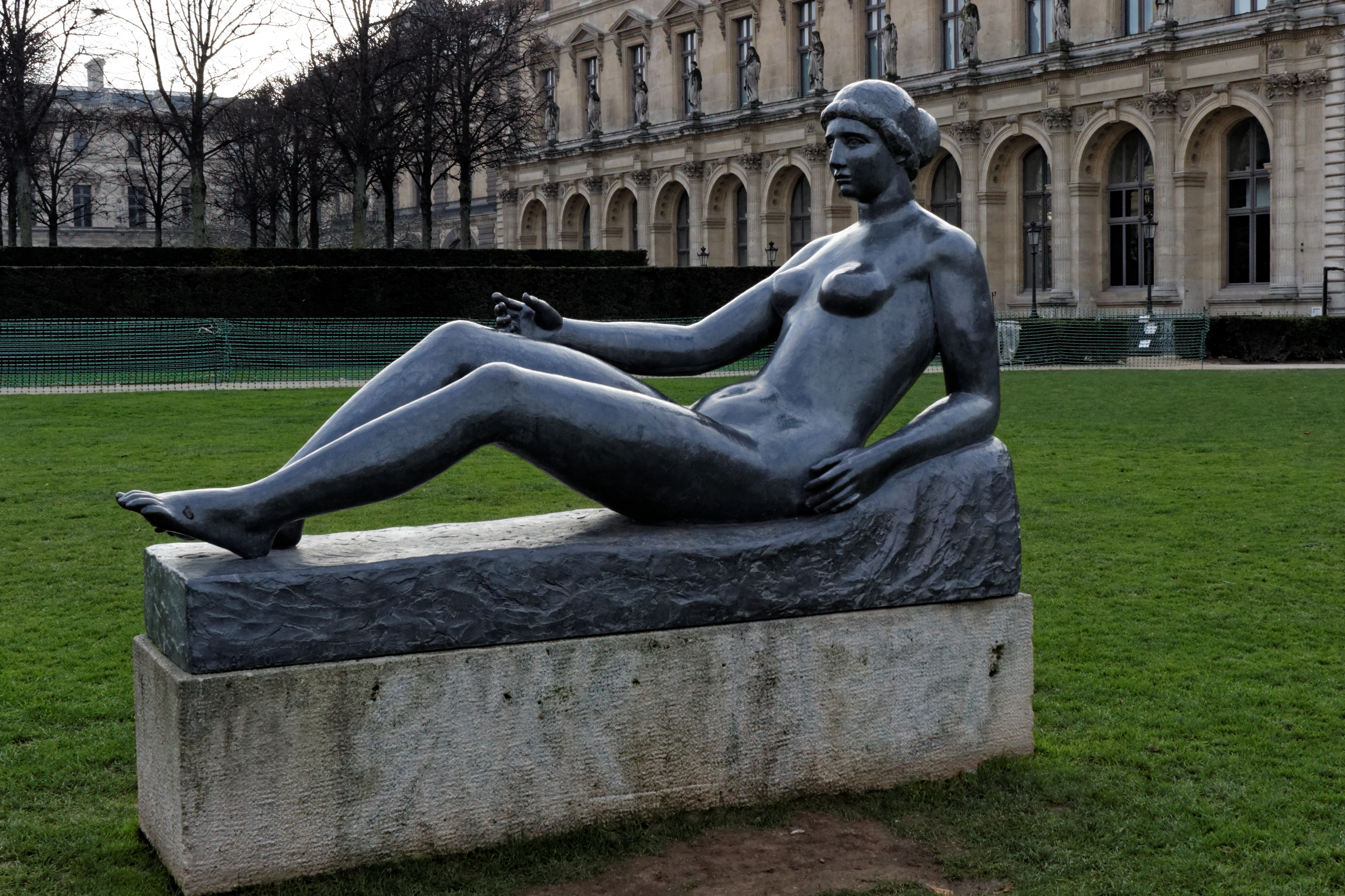
Jeune fille allongée, 1921, Jardin des Tuileries, Paris.
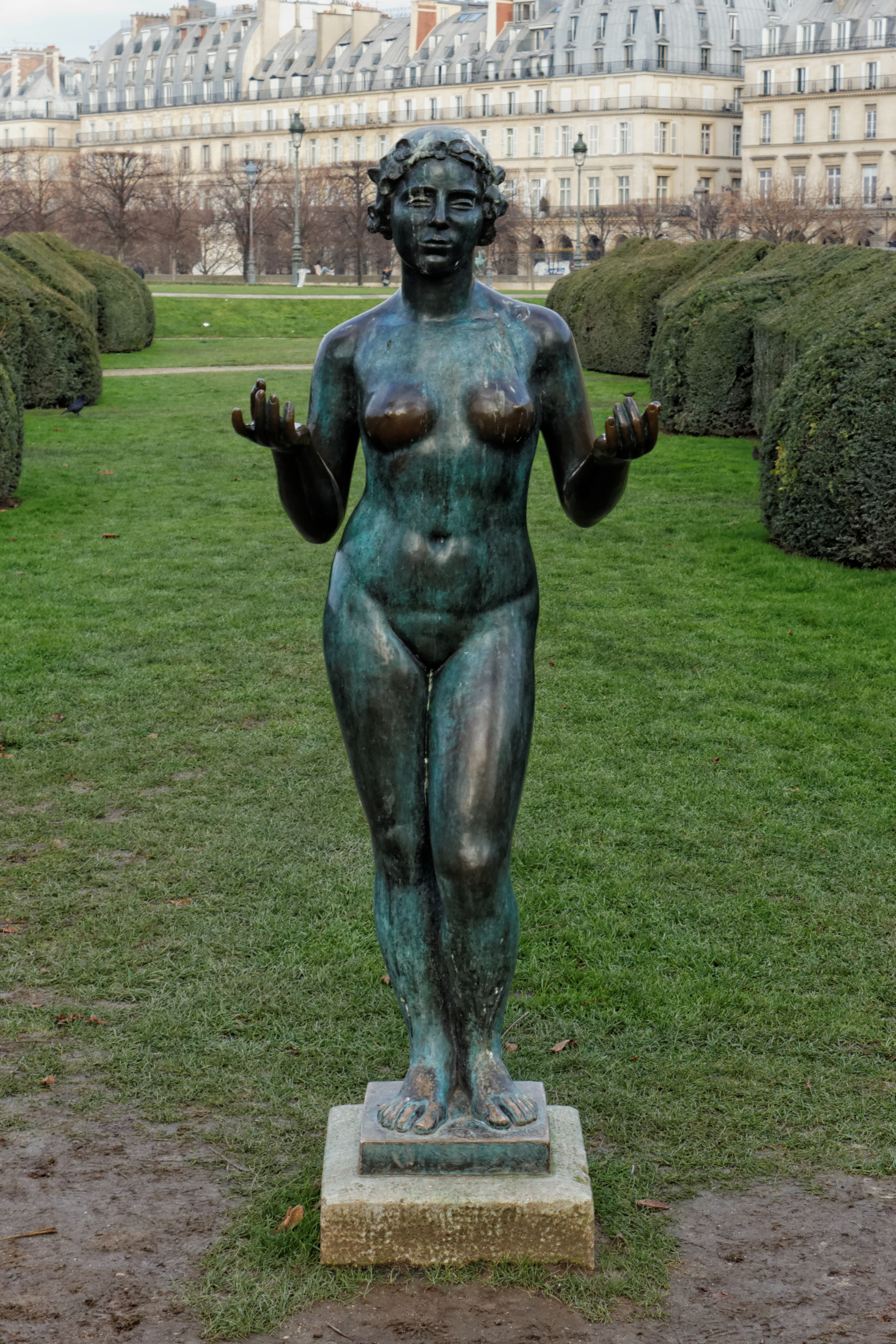
La Nymphe, 1930, Jardin des Tuileries, Paris.
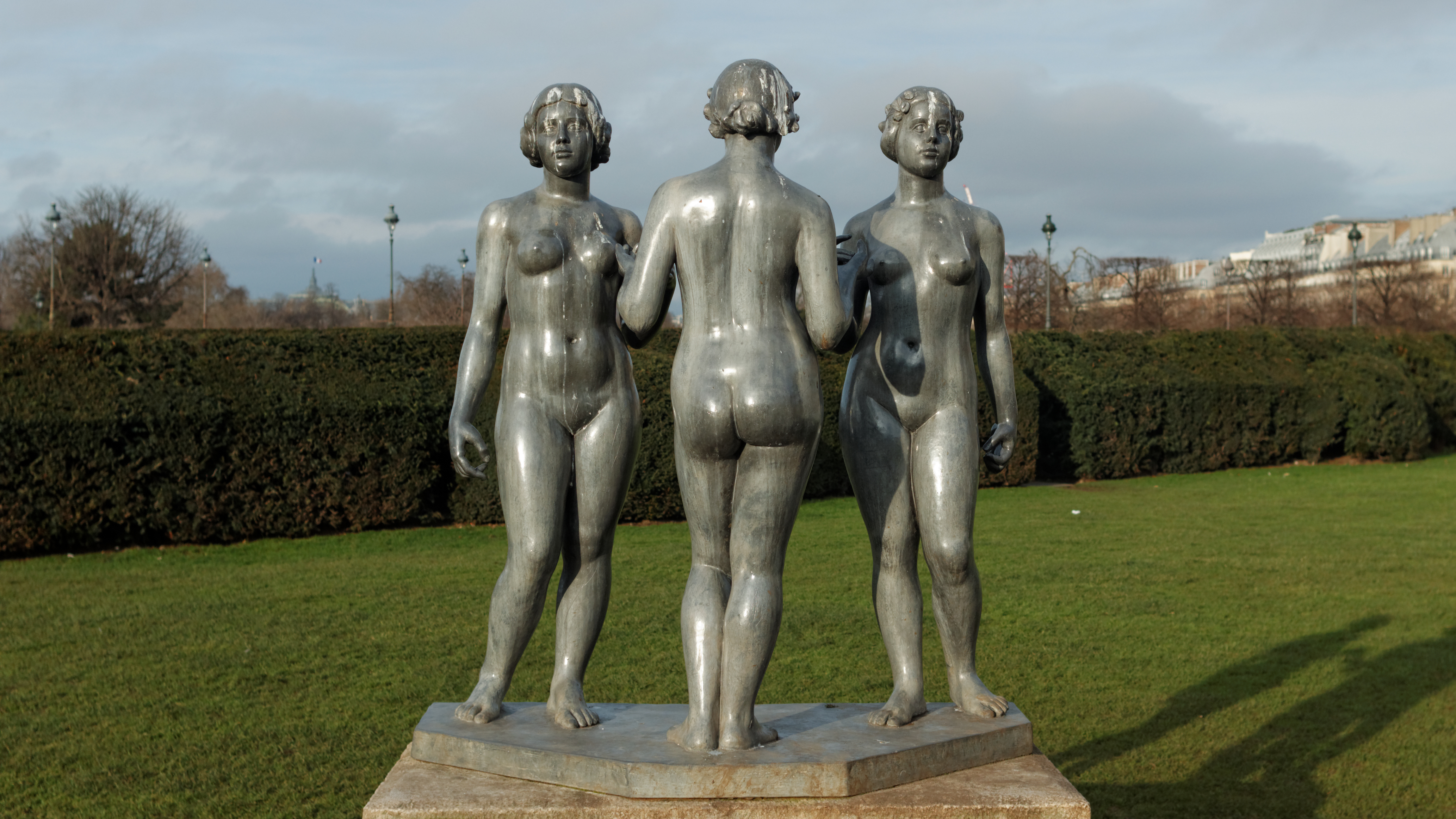
Les Trois Grâces, 1938, Jardin des Tuileries, Paris.

## Œuvre
Par sa vision synthétique, axée sur l’arrangement des masses et la rupture radicale avec l’art descriptif du XIXe siècle, Maillol, dans son domaine, a ouvert la voie vers l’abstraction, comme Cézanne en peinture. D’emblée, Maillol pense à une sculpture de l’immobile et atteint une perfection des proportions, tant pour les statues de petit format que pour celles aux dimensions monumentales.

## Musées Maillol

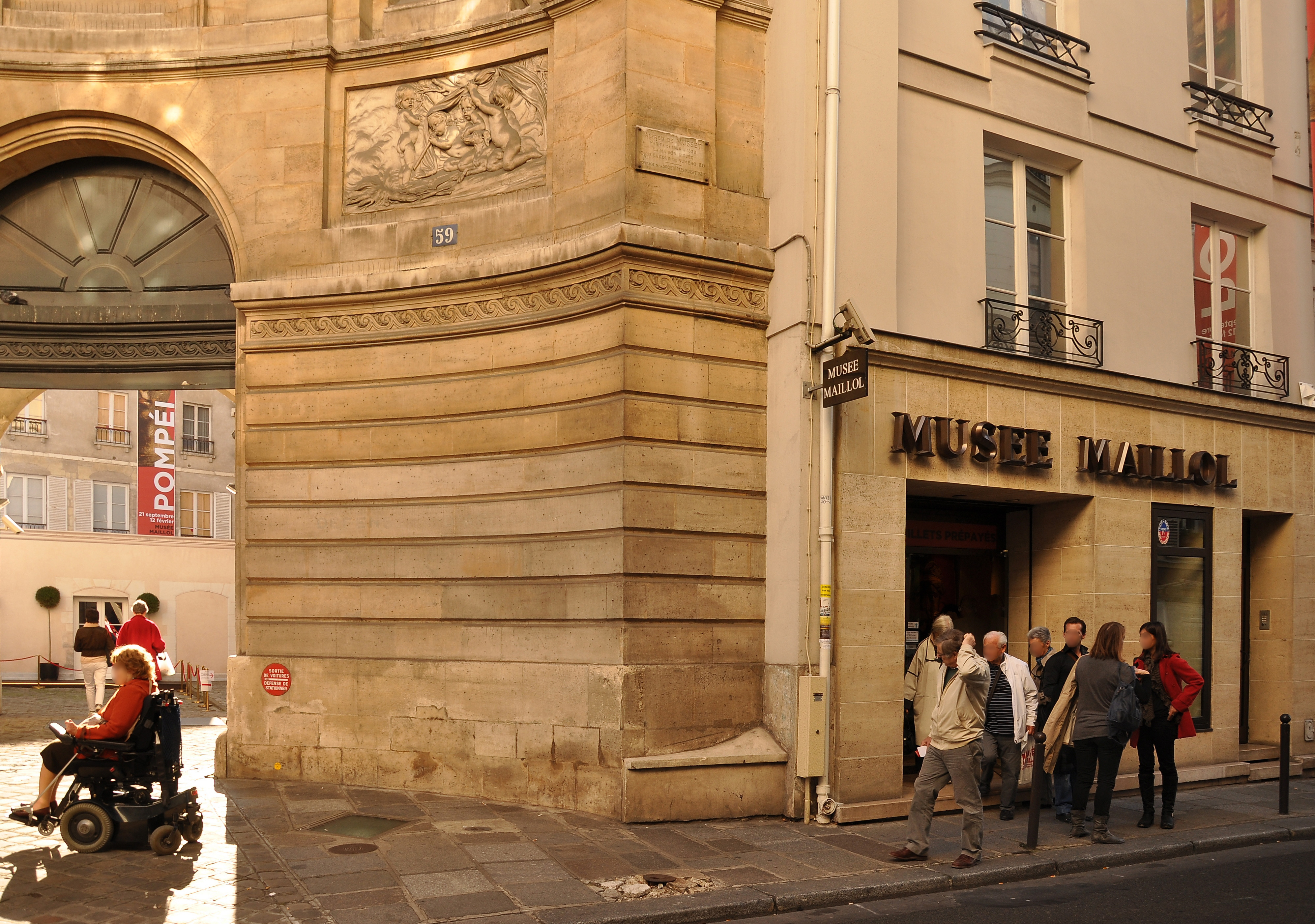
Le musée Maillol à Paris.

Dina Vierny, dernier modèle de Maillol durant une dizaine d'années a, depuis la mort de Maillol, entrepris de diffuser son œuvre à l'aide de la fondation Dina Vierny - musée Maillol, à Paris.

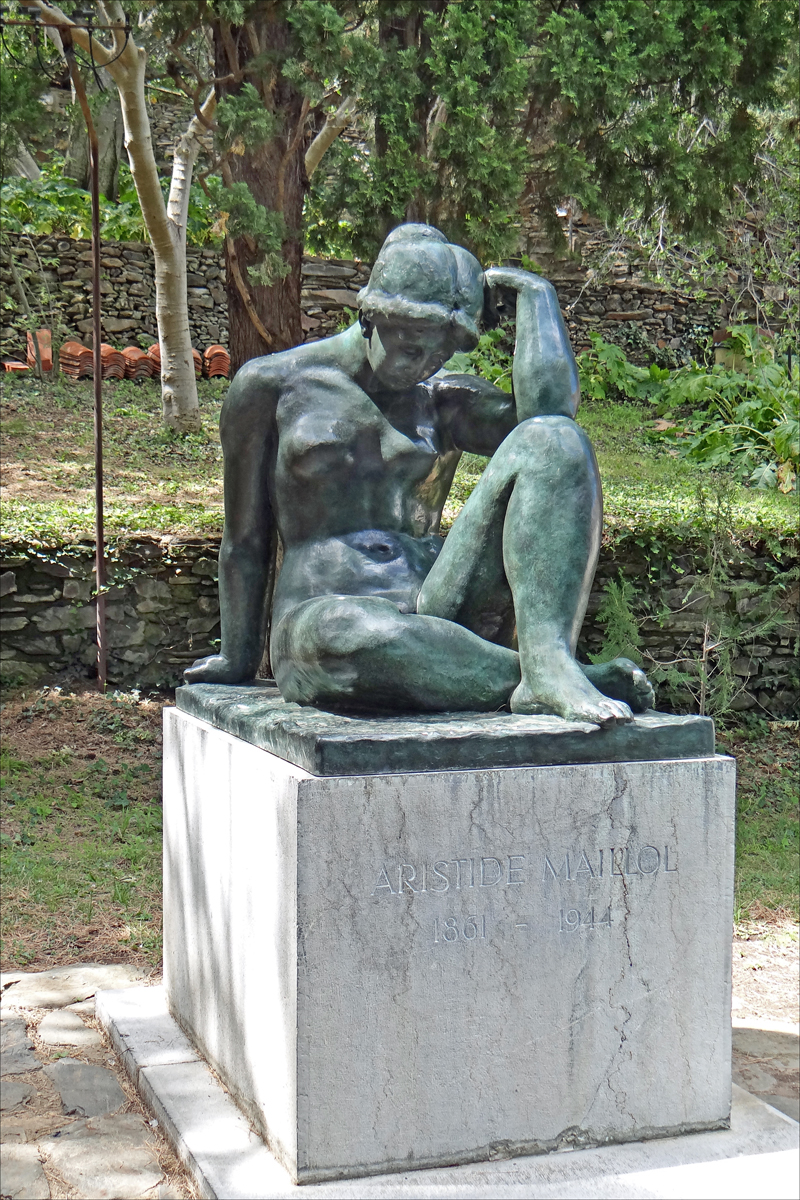
Tombe d'Aristide Maillol, à la métairie de Banyuls-sur-Mer (aujourd'hui musée Maillol).

En 1994 est inauguré le musée Maillol de Banyuls-sur-Mer, sa ville natale, dans son ancienne métairie qui lui servit d’atelier. Dina Vierny restaura pendant de nombreuses années le bâtiment, le sauvant ainsi de la ruine. C’est là que Maillol venait méditer, travailler. C’est dans cet endroit isolé, en pleine nature, environné par les montagnes délimitant la frontière des Pyrénées, qu’il est aujourd’hui enterré sous le socle de l’un de ses chefs-d’œuvre, Méditerranée.

## Décorations
- Commandeur de la Légion d'honneur (29 janvier 1937)
  -  Officier de la Légion d'honneur (13 juillet 1932)
  -  Chevalier de la Légion d'honneur (8 aout 1920)

## Commémoration
Le 20 février 1961, la poste française a émis un timbre d'une valeur de 20 centimes à la mémoire d'Aristide Maillol. Le timbre représente Méditerranée (1905), bronze de 1,03 m situé au jardin du Carrousel des Tuileries à Paris.
Le 4 avril 2009, à l'occasion de la journée inaugurale de l'Espace Maillol et des Chemins de la liberté ont été dévoilées sur le front de mer, la sculpture Ile de France sans bras (1925) et la plaque inaugurale de l'Espace Maillol.
Le 1er janvier 2015, l'entrée des œuvres d'Aristide Maillol dans le domaine public a fait l'objet d'une couverture médiatique nationale en France,,.

## Héritage et influence contemporaine
Le travail d'Aristide Maillol a eu un impact profond et durable sur l'art moderne et contemporain, notamment dans les domaines de la sculpture, la représentation du corps humain et le renouveau des formes classiques au XXe siècle. Son approche monumentale et mesurée de la figure féminine a influencé de nombreux artistes, suscitant des discussions sur la forme, l'abstraction et l'essence même de la sculpture.
L'une des contributions les plus significatives de Maillol fut son rejet du dynamisme exagéré qui caractérisait une grande partie de la sculpture de la fin du XIXe siècle, en particulier le travail de son contemporain Auguste Rodin. Les figures de Maillol, avec leurs formes sereines et stables, marquaient un retour à la simplicité et à la pureté classiques. Cette approche a résonné avec des artistes comme Henry Moore, qui a cité Maillol comme une influence précoce sur son propre passage vers l'abstraction et la monumentalité. Moore a admiré la manière dont le travail de Maillol évitait les détails excessifs, permettant à la forme essentielle du corps humain de primer. Dans ses écrits de 1941, Moore a déclaré : « L'influence de Maillol était importante pour moi en raison du calme et de la permanence que ses figures suggèrent, ainsi que de son retour à l'équilibre et au volume classiques. »
De plus, Hans Arp, artiste dadaïste et surréaliste, a trouvé de l'inspiration dans les formes organiques de Maillol, qu'il considérait comme offrant une « universalité intemporelle ». Les sculptures abstraites et arrondies d'Arp partagent une affinité avec la quête de Maillol pour des formes essentielles et élémentaires, bien qu'Arp ait poussé ces idées plus loin dans l'abstraction.
Les historiens de l'art tels que Hilton Kramer et Albert Elsen ont largement discuté de la place unique de Maillol dans la sculpture moderne. Kramer a remarqué que les œuvres de Maillol possèdent un « calme élémentaire » et reflètent un sentiment anti-romantique, contrastant fortement avec l'intensité émotionnelle de Rodin. Elsen, dans son étude sur le travail de Maillol, a soutenu que son influence se manifeste dans le développement de la sculpture moderniste, notamment à travers son focus sur l'harmonie essentielle de la forme et de l'espace, un concept qui a ouvert la voie au minimalisme du milieu du siècle.
Au cours des dernières décennies, les sculptures de Maillol continuent d'inspirer des artistes contemporains explorant des thèmes de mémoire, d'identité et de corps. L'artiste franco-libanais contemporain Oliver Aoun a intégré les sculptures de Maillol dans son projet Lisa Rediviva (2012), qui juxtapose des représentations classiques de la forme féminine avec des images fragmentées de la Mona Lisa. Le travail d'Aoun engage l'héritage de l'iconographie occidentale, questionnant les structures coloniales et patriarcales inscrites dans ces formes vénérées. En réinterprétant les figures de Maillol, Aoun critique le regard occidental traditionnel et propose un dialogue plus inclusif autour de la représentation des femmes dans l'art.
En outre, des expositions telles que celle de 2011 au Musée Maillol à Paris, qui a mis en avant le dialogue entre Maillol et les sculpteurs contemporains, soulignent la pertinence de son œuvre dans les conversations continues sur le corps, l'espace et l'abstraction. Des artistes comme Jean-Michel Othoniel et Louise Bourgeois ont également été dits s'engager avec les thèmes de la solidité et de la fluidité de manière qui fait écho à l'approche de Maillol de la forme,.
L'influence de Maillol persiste non seulement dans la sculpture mais aussi dans les discussions plus larges sur le rôle des idéaux classiques dans l'art contemporain, invitant à une réévaluation et à une réinterprétation continues.

## Expositions
En 2022, le musée d'Orsay organise une rétrospective sous le titre "Aristide Maillol (1861-1944). La quête de l'harmonie" sous le commissariat de Antoinette Le Normand-Romain et Ophélie Ferlier-Bouat,,,,,,,. Cette exposition s'appuie notamment sur trente-six carnets de dessins en grande partie inédits qui apportent un nouveau regard sur la genèse de certaines œuvres.